# Sanctasanctórum

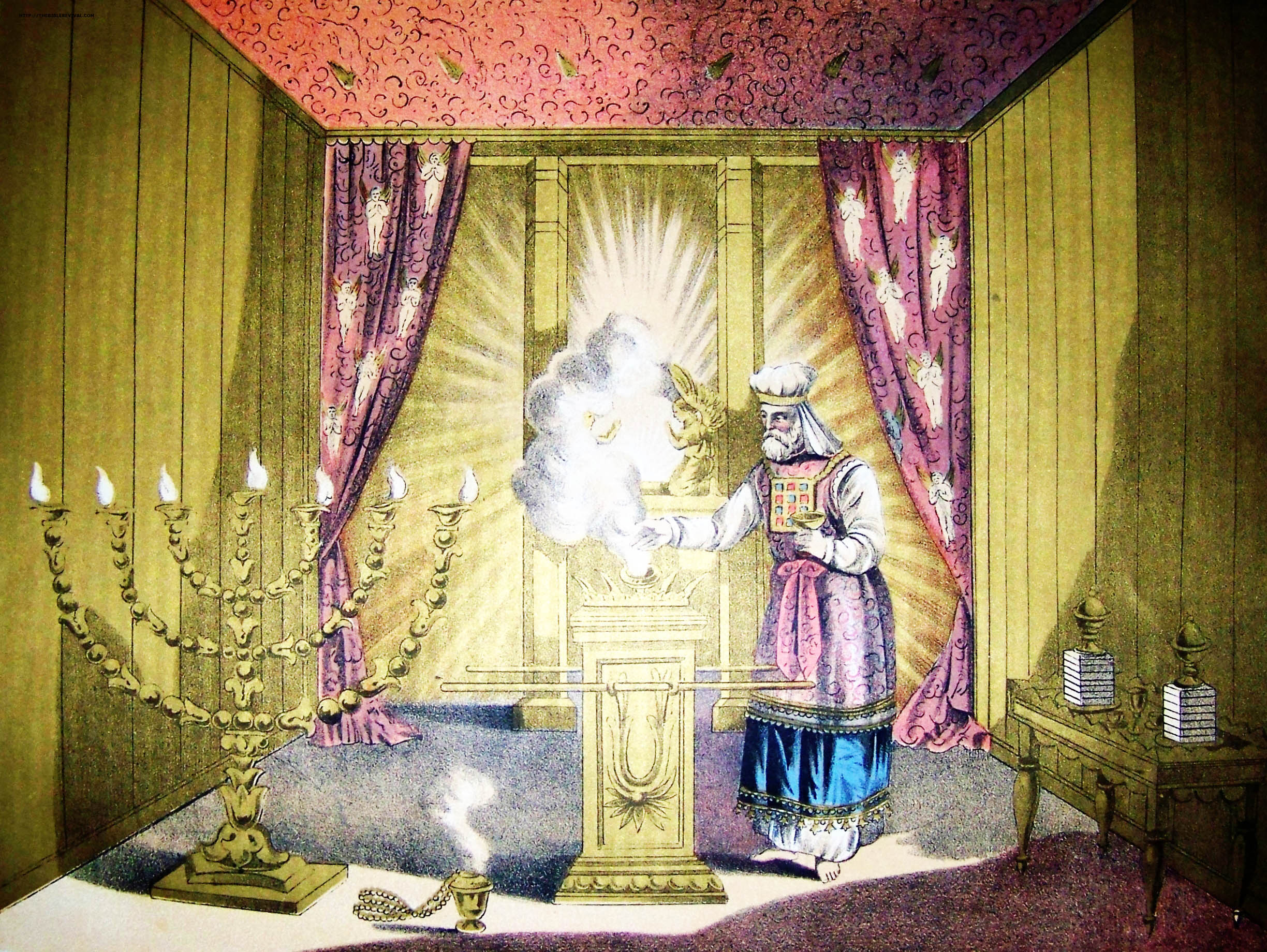
El Sumo Sacerdote de Israel ante el Sanctasactórum (Holman, 1890).

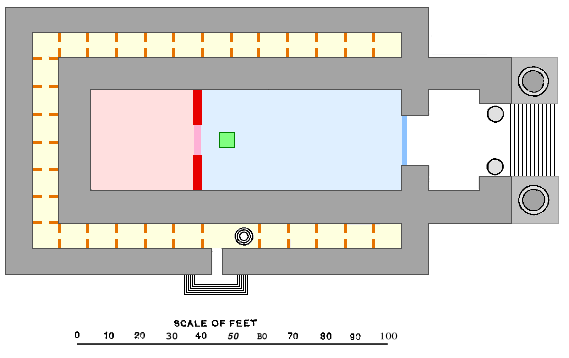
Reconstrucción de los recintos del Templo de Salomón. De derecha a izquierda: Vestíbulo (blanco), Santo (azul claro), Sanctasanctórum o Devir (rosado). Encyclopaedia Biblica, 1903.

El Sanctasanctórum fue el recinto más sagrado tanto del Tabernáculo como del Templo de Jerusalén, dos construcciones hebreas del antiguo Israel.
Sanctasanctórum significa en latín "Santo de los Santos" y hace referencia a un lugar que es sumamente santo, es decir, un espacio santísimo. Los términos Sanctasanctórum y Santo de los Santos poseen su referente último en un texto de la Torá, que lo describe como el santuario interior más privado del Tabernáculo y, posteriormente, como el recinto más reservado del Templo de Jerusalén, donde era preservada el Arca de la Alianza que contenía los Diez Mandamientos que Moisés había escrito nuevamente en dos tablas de piedra iguales a las primeras, que Dios le había dado en el monte Sinaí, las cuales Moisés había hecho pedazos. Al recinto en cuestión accedía exclusivamente el Sumo Sacerdote de Israel y lo hacía solo en el Día de la Expiación.

## Terminología hebrea y traducción
Las expresiones "Sanctasanctórum" y "Santo de los Santos" son traducciones literales del giro idiomático hebreo Kodesh haKodashim (קֹדֶשׁ הַקֳּדָשִׁים). El giro en cuestión es un genitivo hebreo con el valor de un superlativo. Debido a ello, "Sanctasanctórum" y "Santo de los Santos" hacen ambos referencia al sitio o lugar más santo entre todos aquellos que ya de por sí son santos e implican por consiguiente un espacio que se entiende como "Santísimo".
Un término relacionado con Sanctasanctórum es Devir (דְּבִיר), transliterado en la Septuaginta como dabir (δαβιρ), y significando la parte posterior (occidental) del Santuario, o bien derivando del verbo hebreo con raíz D-V-R, "hablar", cosa que justifica su traducción latina en la Vulgata como "oraculum".
Para referirse de modo específico al Sanctasanctórum, la Vulgata emplea la expresión Sanctum sanctorum, partiendo de su equivalente griego en la Septuaginta, hagios ton hagion (ἁγίος τῶν ἁγίων), cuyo significado es "Santo de los Santos o Santísimo". Todas estas expresiones, así como otras tantas emparentadas a ella, tienen su origen último en la expresión hebrea Kodesh haKodashim.
En la actualidad se emplea el término castellanizado Sanctasantórum, recogido y definido por el Diccionario de la lengua española de la Real Academia Española, en su primera acepción: Parte interior y más sagrada del tabernáculo erigido en el desierto, y del templo de Jerusalén.

### Texto bíblico y características del Sanctasanctórum
Según la tradición judía, las instrucciones para la construcción del Sanctasactórum emanaron del propio Yahveh; son evocadas ritualmente por los israelitas observantes mediante la lectura de la quinta porción semanal de texto bíblico a la que se denomina Trumá (transliterado comúnmente como Terumá).

Harás además un velo de tela azul, púrpura y escarlata, y de lino fino torcido; será hecho con querubines, obra de hábil artífice. Y lo colgarás sobre cuatro columnas de acacia revestidas de oro; sus ganchos serán también de oro, sobre cuatro basas de plata. Colgarás el velo debajo de los broches, y pondrás allí, detrás del velo, el arca del testimonio; y el velo os servirá como división entre el lugar santo y el lugar santísimo. Y pondrás el propiciatorio sobre el arca del testimonio en el lugar santísimo.
Éxodo 26:31-34.

En el texto citado, "lugar santísimo" hace referencia a Santo de los Santos (Santísimo) y es a su vez sinónimo de Sanctasanctórum. En otros pasajes bíblicos se hace referencia a las dimensiones específicas del Sanctasanctórum o Dvir, formando ellas un cubo de diez metros de lado, en un recinto que era tan ancho como el recinto denominado Santo y que presentaba a su vez solo la mitad del mencionado recinto:

Hizo asimismo la habitación del lugar santísimo; su longitud, correspondiente a la anchura de la casa, era de veinte codos, y su anchura era de veinte codos; la revistió de oro fino, que ascendía a seiscientos talentos. El peso de los clavos era de cincuenta siclos de oro. También revistió de oro los aposentos altos.
Entonces hizo dos querubines de obra tallada en la habitación del lugar santísimo y los revistió de oro. Y las alas de los dos querubines medían veinte codos; el ala de uno, de cinco codos, tocaba la pared de la casa, y su otra ala, de cinco codos, tocaba el ala del otro querubín. Y el ala del otro querubín, de cinco codos, tocaba la pared de la casa; y su otra ala, de cinco codos, se unía al ala del primer querubín. Las alas de estos querubines se extendían veinte codos; estaban de pie, con sus rostros vueltos hacia el salón principal. Hizo después el velo de violeta, púrpura, carmesí y lino fino, e hizo bordar querubines en él.
2 Crónicas 3:8-14.

La noción de "lugar santísimo" (Sanctasanctórum) es retomada en el Libro de Ezequiel:

Luego entró al interior y midió cada pilar de la entrada, y tenían dos codos, la entrada tenía seis codos de altura, y la anchura de la entrada, siete codos. Midió su longitud y tenía veinte codos, y la anchura, veinte codos delante de la nave. Entonces él me dijo: Este es el lugar santísimo.
Ezequiel 41:3-4.

## Antiguo Israel

### Tabernáculo

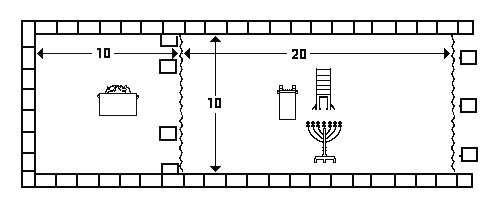
Planta del Tabernáculo. El Santo presenta forma rectangular (recinto derecho); el Santo de los Santos o Sanctasanctórum posee forma cuadrada (recinto izquierdo).

En el santuario desmontable e itinerante que los israelitas emplearon en su paso por el desierto durante el Éxodo, el Sanctasanctórum estaba cubierto por un velo y a nadie le estaba permitido ingresar en dicho recinto, exceptuando al Sumo Sacerdote de Israel, e incluso él solo podía acceder una vez al año, el Día de la Expiación, para ofrecer un sacrificio e incienso. Según la Biblia, el día en que el Tabernáculo fue erigido por primera vez en el desierto, la nube del Señor cubrió al Sanctasactórum. Eso se repitió en otras ocasiones, y cuando ocurría, los sacerdotes evitaban ingresar al Tabernáculo (Levítico 16:2). Según la Biblia hebrea, el Santo de los Santos contenía el Arca de la Alianza coronada por querubines; al haber sido completado el Tabernáculo y estar listo para su dedicación, la Voz de Dios habló a Moisés "desde entre los querubines" (Números 7:89).

### Templo de Salomón

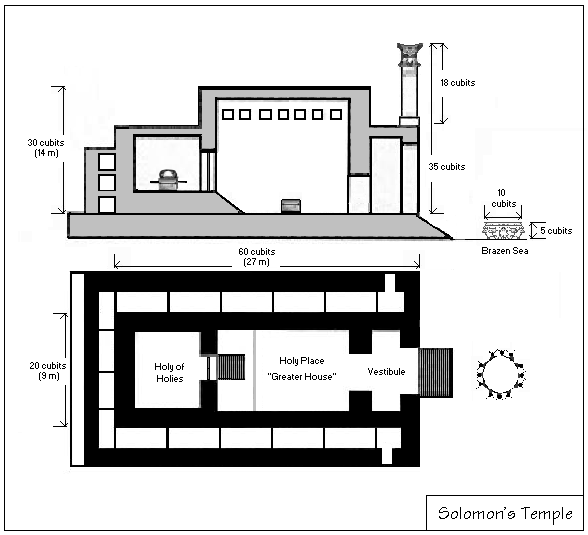
Planta y alzado del primer Templo de Jerusalén.

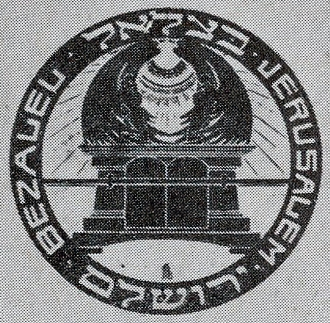
Arte judío. Emblema de la Academia de Arte y Diseño Bezalel de Jerusalén, con el Arca de la Alianza y los dos querubines descritos en la Biblia, (Lilien, 1906).

El Sanctasanctórum (Santo de los Santos), el sitio más sagrado para el judaísmo y la tradición judía, es el santuario interior dentro del Tabernáculo y del Templo en Jerusalén en tanto que se mantuvo en pie. El Sanctasanctórum estaba ubicado en el punto más oriental del Templo como edificio y poseía la forma de un cubo perfecto: 20 codos por 20 codos por 20 codos. Su interior estaba en total oscuridad y contenía el Arca de la Alianza, bañada en oro por fuera y por dentro, que guardaba en su interior las Tablas de la Ley. Según el Evangelio, la vara de Aarón y un recipiente que contenía maná también eran preservados dentro del Arca de la Alianza (Hebreos 9:4)la cual estaba cubierta por un propiciatorio de oro puro (Éxodo 37:6), cuyo propósito era servir como asiento de misericordia para la Presencia Divina.

### Segundo Templo
Cuando el Templo fue reedificado, después del cautiverio en Babilonia, el Arca de la Alianza ya no estuvo más presente en el Sanctasanctórum; en vez de ello, una porción del piso fue levemente elevada con el propósito de indicar dónde había estado ubicada exactamente. Flavio Josefo indica en sus escritos que Pompeyo profanó el Templo precisamente cuando accedió al Sanctasanctórum.

### Día de la Expiación (Yom Kippur)
Al Sanctasanctórum accedía una vez al año el Sumo Sacerdote en el Día de la Expiación, para presentar la sangre de los animales sacrificados (un toro ofrecido como expiación por el Sacerdote y sus ministros, y una cabra ofrecida en expiación por el pueblo) y ofrecer incienso sobre el Arca de la Alianza o sobre el sitio donde ella otrora había estado ubicada (Roca de la Fundación). El animal era sacrificado en el altar y su sangre era transportada dentro del Santo de los Santos. Incensarios de oro también se encontraban en el Sanctasanctórum.

## Cristianismo
En los Evangelios se expresa que, en cumplimiento de una profecía bíblica, en el momento de la muerte de Jesús, el velo que separaba los dos recintos principales del templo se rasgó (Marcos 15:38, Biblia Nácar-Colunga, ed. 1944). Con todo, el cristianismo reconoce la validez del texto bíblico hebraico que se encuentra incorporado entre sus textos sagrados, formando la primera parte de la Biblia.